# Constanza Portnoy
Constanza Portnoy es una fotógrafa y fotoperiodista argentina ganadora de varios premios internacionales. Fue seleccionada como fotógrafa del Año 2017 en los Premios de fotografía Tokio International, fue premiada por la Asociación Internacional de Mujeres Fotógrafas, y en agosto de 2018 fue ganadora de la Beca Oxfam FNPI.

## Biografía
Portnoy nació en Buenos Aires en la década de 1980 y estudió Psicología en la Universidad de Buenos Aires. Mientras trabajaba con niños y personas mayores con discapacidades, se dio cuenta de los problemas derivados de su falta de conexiones familiares y el fracaso de la salud. Posteriormente descubrió que al tomar fotografías, comunicaba su angustia y lucha por obtener mejoras. Luego se involucró en la fotografía como base para la investigación documental, combinando la psicología con la fotografía.
Su serie de fotografías tituladas Fuerza de la Vida incluye a Jorge, una víctima de tratamiento de talidomida, junto con su esposa, Vera y una hija de cinco años que tienen impedimentos físicos. La pareja se enamoró hace ocho años y decidió casarse. Ha participado en muchas exposiciones tanto en Argentina como en el extranjero.